# یوژف تونیوگی
یوژف تونیوگی (مجاری: József Tunyogi; ۹ مارس ۱۹۰۷ – ۱۱ آوریل ۱۹۸۰) کشتی‌گیر اهل مجارستان بود.